# Шнайдер, Роми
Ро́ми Шна́йдер (нем. Romy Schneider; урождённая Ро́змари Магдале́на А́льбах (нем. Rosemarie Magdalena Albach); 23 сентября 1938[…], Вена — 29 мая 1982[…], VII округ Парижа) — немецко-французская киноактриса, звезда австрийского, немецкого и французского кино. В одном ряду с Марлен Дитрих и Хильдегард Кнеф Роми Шнайдер является одной из самых известных немецких актрис XX века, снискавших международный успех и славу.
Роми Шнайдер дебютировала в кино в 15 лет. Вместе с матерью Магдой Шнайдер она сыграла в мелодраматических фильмах «Когда цветёт белая сирень» (1953) и «Марш для императора» (1955). В 1955—1957 годах Роми снялась в роли австрийской императрицы Елизаветы в кинотрилогии Эрнста Маришки «Сисси» и добилась международного признания, но оказалась заложницей этого сусального кинообраза.
В поисках более сложных ролей Шнайдер в 1958 году отправилась в Париж, где состоялся её театральный дебют в трагедии Джона Форда «Жаль, что она развратница». В 1963 году Роми Шнайдер снялась в США в фильме «Кардинал», за роль в котором удостоилась номинации на премию «Золотой глобус». В 1969 году Шнайдер снялась с Аленом Делоном в фильме «Бассейн».
В 1970-е годы Роми Шнайдер находилась на пике своей актёрской карьеры. Она снималась в характерных ролях у именитых кинорежиссёров Клода Соте, Анджея Жулавского и Лукино Висконти и стала одной из самых успешных актрис французского кино того времени. За роли в фильмах «Главное — любить» (1975) и «Простая история» (1978) Роми Шнайдер удостоилась премии «Сезар» за лучшую женскую роль.
Последний фильм с участием Роми Шнайдер «Прохожая из Сан-Суси» вышел в прокат в 1982 году, за несколько недель до смерти актрисы. В 2008 году Роми Шнайдер была удостоена премии «Сезар» за выдающиеся заслуги в кинематографе посмертно. Имя Роми Шнайдер носят французская Премия Роми Шнайдер, вручаемая молодым киноактёрам, и австрийская телевизионная премия «Роми».

## Биография

### Детство

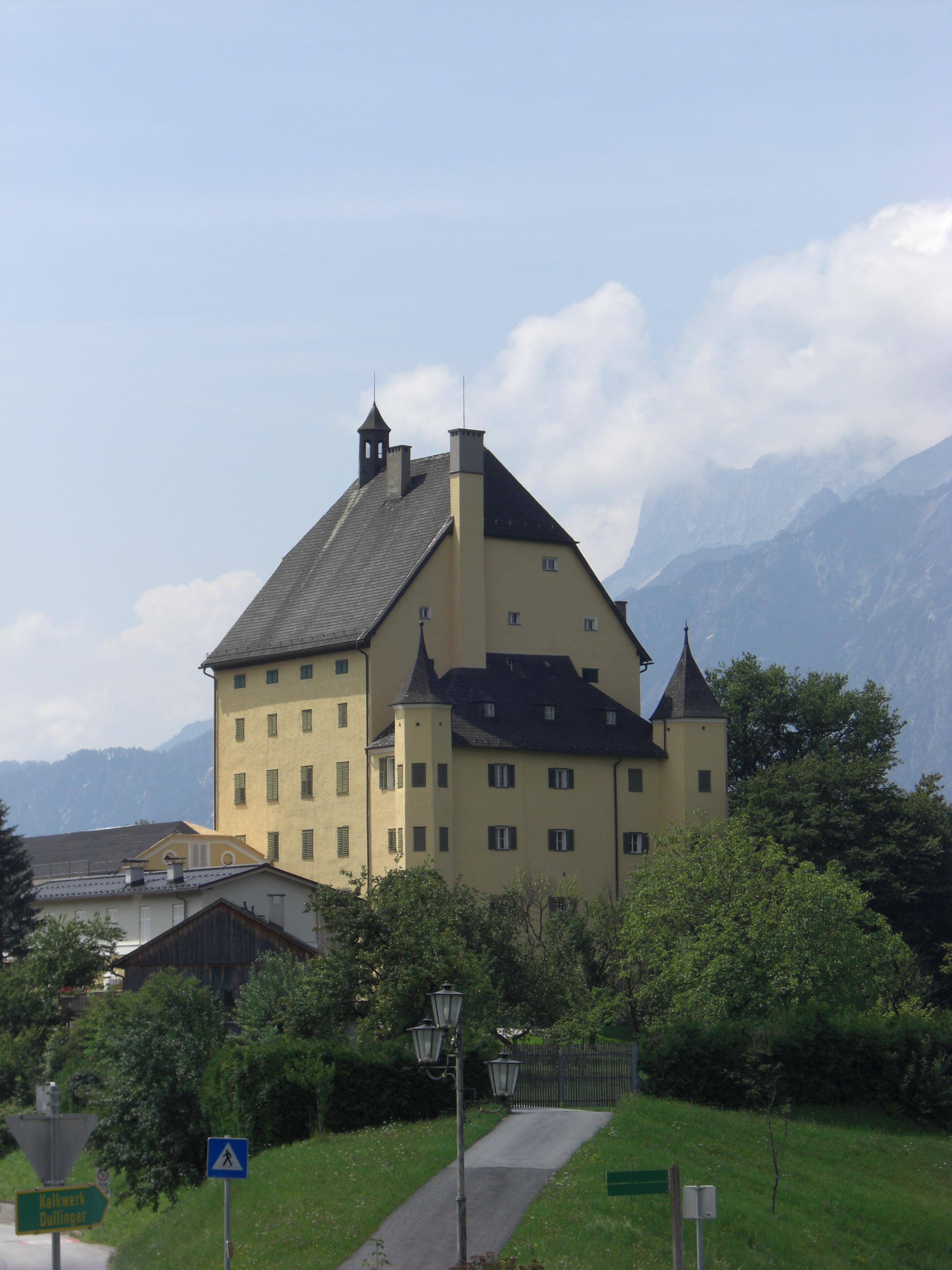
Замок Гольденштайн под Зальцбургом

Роми Шнайдер родилась в актёрской семье. Мать Роми Шнайдер — немецкая кинозвезда Магда Шнайдер, отец — потомственный австрийский актёр Вольф Альбах-Ретти. Бабушка Роми Шнайдер по отцу — актриса Роза Альбах-Ретти, актёром и режиссёром был и прадед Роми Адольф Ретти.
Роми вместе с младшим братом Вольфом-Дитером воспитывалась у бабушки и дедушки Шнайдеров в деревенском доме Мариенгрунд в баварском Шёнау-ам-Кёнигсзе. Актёры-родители редко виделись с детьми, впоследствии они расстались в 1943 году, а в 1945 году окончательно развелись. Отец Роми женился повторно в 1947 году на австрийской актрисе Труде Марлен, Магда Шнайдер вышла замуж за кёльнского ресторатора Ганса Герберта Блацгейма в 1953 году. В сентябре 1944 года Розмари Магдалена Альбах пошла в начальную школу в Шёнау, где проучилась четыре года. Девочке не давалась математика, она любила петь, её привлекали краеведение, история и рисование. С июля 1949 года воспитывалась в интернате для девочек в замке Гольденштайн, частной школе при женском августинском монастыре в Эльсбетене близ Зальцбурга. Как утверждала монахиня сестра Августина в интервью журналу «Paris Match» от 6 августа 1982 года, мать Роми редко появлялась повидать дочь, а отец и бабушка Роза вообще ни разу не побывали в Гольденштайне. Сама Роми вспоминала, что в интернате была большой фантазёркой и могла, например, рассказывать о Гэри Купере, с которым она якобы обедала только вчера. Мать Роми вспоминала, что начальница интерната жаловалась на Роми: та часто устраивала в интернате озорные проделки, не отличалась уживчивостью, прогуливала занятия. Тем не менее, Роми увлечённо занималась рисованием, увлекалась театром, часто выступала в школьных спектаклях, солировала в церковном хоре, мечтала стать актрисой и сниматься в кино. В своём дневнике 13-летняя Роми написала: «Музыка, театр, кино, путешествия, искусство. Эти пять слов заставляют кипеть мою театральную кровь». Завершив обучение в интернате, Роми собиралась после летних каникул поступать в художественное училище в Кёльне, чтобы развивать свои способности в живописи и рисовании, но от этих планов ей пришлось отказаться ради первой роли в кино.

### Начало карьеры в 1950-е годы
В развлекательном фильме «Когда цветёт белая сирень» мать Роми Магда Шнайдер получила главную женскую роль и предложила продюсеру Курту Ульриху и режиссёру Хансу Деппе попробовать на роль дочери своей героини Эфхен Форстер свою дочь Роми, хотя, по собственному признанию, не подозревала ни о желании дочери стать актрисой, ни о её способностях. 14-летняя Роми Шнайдер успешно прошла пробы на студии UFA в Берлине в начале сентября 1953 года и была утверждена на роль. Съёмки фильма с участием знаменитого Вилли Фрича, отметившего поразительные актёрские способности дебютантки, проходили в Висбадене и завершились 9 ноября 1953 года. Премьера состоялась спустя два дня в кинотеатре «Универсум» в Штутгарте. К этому времени Магду Шнайдер уже связывали близкие отношения с кёльнским ресторатором и предпринимателем Гансом Гербертом Блацгеймом, за которого она вышла замуж в декабре 1953 года.
В мае 1954 года Шнайдер приступила к съёмкам в своём втором фильме «Фейерверк» с участием Лилли Палмер, где сыграла юную девушку Анну Оберхольцер, покинувшую родной дом ради работы на арене цирка-шапито. Именно в титрах этого фильма актриса впервые указана под своим знаменитым псевдонимом. Во время съёмок состоялось знакомство Шнайдер с Эрнстом Маришкой. На главную роль в своём новом фильме о молодой королеве Великобритании Виктории режиссёр уже утвердил другую актрису, Соню Циман, но после встречи с Роми Шнайдер Маришка неожиданно отдал роль ей. Блистательно исполненная главная роль в фильме «Молодые годы королевы», имевшем огромный успех, сделала очаровательную Роми любимицей публики, заставив её мать Магду Шнайдер уйти в тень второстепенных ролей в фильмах дочери.
В 1955 году Шнайдер вновь работала с Эрнстом Маришкой и в третий раз снялась вместе с матерью в фильме «Марш для императора», ремейке фильма «Весенний парад» (1934), а главную мужскую роль в этом фильме исполнил отец Роми. Фильм получил великолепную критику, а исполненная Роми в фильме песенка «Птицы распевают песни» (Wenn die Vöglein musizieren) вскоре была выпущена на пластинке. В самые короткие сроки Роми Шнайдер стала одной из самых успешных звёзд немецкоязычного кино и способствовала новому витку в кинокарьере матери в послевоенной Германии. В 1955 году журнал «Новый фильм» вручил Роми её первую кинонаграду как самой популярной молодой кинозвезде. В том же году Шнайдер сыграла в фильме «Последний человек», ремейке одноимённого фильма 1924 года, где её партнёрами по съёмочной площадке стали Иоахим Фуксбергер и Ханс Альберс. Но эта чёрно-белая лента не получила такой высокой оценки, как первые фильмы Роми Шнайдер.

### Благо и проклятие кинотрилогии «Сисси»
Съёмки фильма «Сисси» начались в августе 1955 года. На главную роль в своём историческом фильме о юности императрицы Елизаветы режиссёр выбрал 16-летнюю Роми. В фильме также снялась мать Роми в роли герцогини Людовики и матери Елизаветы. Главная мужская роль императора Австро-Венгрии Франца Иосифа I досталась Карлхайнцу Бёму. Роми и Карлхайнц отлично взаимодействовали на площадке, но их отношения остались исключительно профессиональными. Дорогостоящие съёмки продолжались до конца года.
Мировая премьера «Сисси» состоялась 21 декабря 1955 года в венском театре «Аполло», фильм вышел в прокат в Западной Германии на следующий день. Благодаря роли в этом фильме Роми Шнайдер получила всемирную известность, её популярность на родине также возросла. По результатам опроса Роми Шнайдер заняла в ноябре 1955 года второе место среди самых популярных актрис Германии, уступив только Марии Шелл. В марте 1956 года Роми Шнайдер появилась на обложке журнала «Шпигель». В Германии в следующие два года каждый из трёх фильмов о Сисси посмотрело около шести миллионов человек.
Менеджером Роми Шнайдер стал её отчим Ханс Герберт Блацхайм. Он управлял её доходами и контролировал предлагаемые роли. Несмотря на огромный успех первого фильма, Шнайдер отказывалась сниматься в его продолжении, но в конечном итоге Блацхайм и создатели фильма «Сисси — молодая императрица» переубедили её. Фильму «Робинзон не должен умереть» 1957 года с участием Роми Шнайдер и Хорста Буххольца не удалось повторить успех второго фильма о Сисси. Вторая роль австрийской императрицы принесла Роми Шнайдер номинацию на премию «Бэмби» 1957 года.
В 1957 году Роми Шнайдер исполнила роль рассказчицы в музыкальной сказке С. С. Прокофьева «Петя и волк», вышедшей на пластинке в записи Герберта фон Караяна, и снялась в трёх кинофильмах: «Монпти» (1957), для чего Роми Шнайдер летала впервые в Париж, «Скамполо» (1958) режиссёра Альфреда Вайденмана и в третьем и последнем фильме трилогии «Сисси» — «Сисси. Трудные годы императрицы» (1957).
Шнайдер опасалась стать актрисой одной роли и отказалась сниматься в четвёртом фильме о Сисси. Среди последствий этого решения Роми Шнайдер были не только финансовые потери, поскольку гонорар Роми составлял миллион немецких марок. Магда Шнайдер к 1959 году стала сниматься значительно реже, отношения с отчимом испортились. Блацгейм отдавал предпочтение финансово выгодным ролям и делал ставку на эффектные рекламные выступления и не считался с творческими потребностями падчерицы. Роми устала от опеки и стала протестовать.

### Разрыв

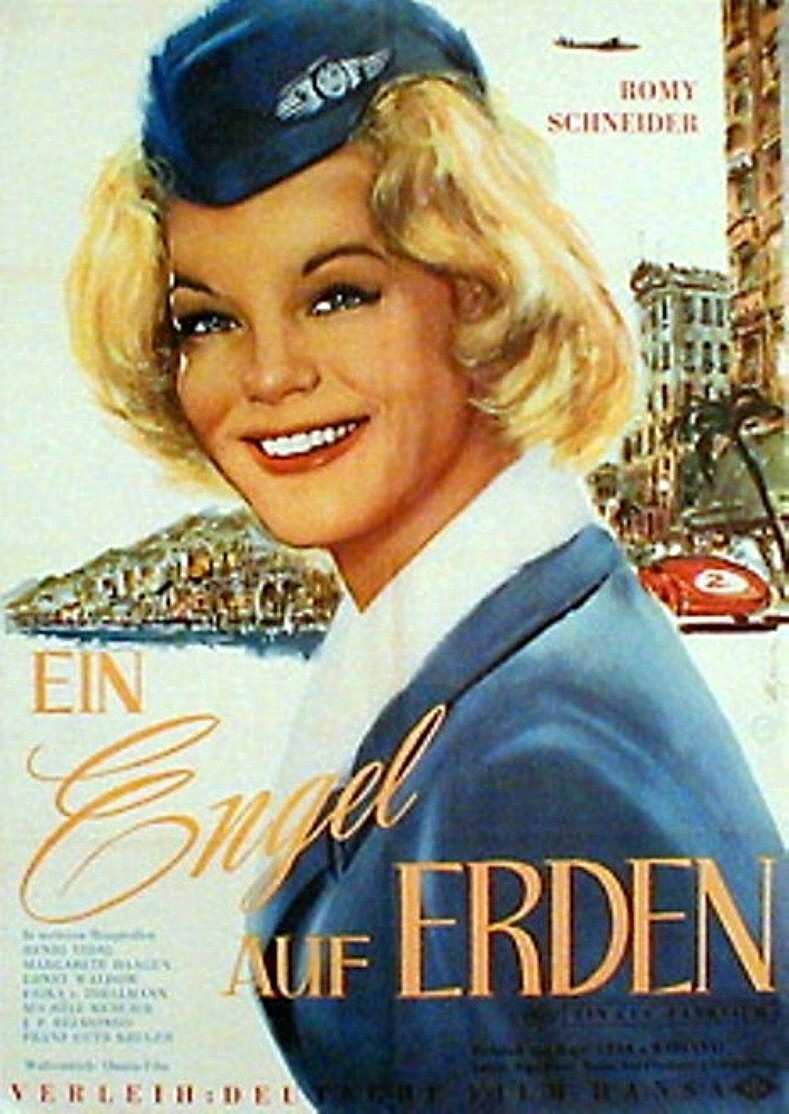
Плакат к фильму «Ангел на земле»

В начале 1958 года Роми и Магда Шнайдер отправились в трёхнедельную поездку в США и побывали в Нью-Йорке и Голливуде. Поводом стала нью-йоркская премьера фильма с её участием «Молодые годы королевы», который в американский прокат вышел под названием «История Вики». Шнайдер дала несколько интервью на радио и телевидении, побывала на крупных киностудиях в Голливуде, была представлена Уолту Диснею и пообщалась с коллегами — Хельмутом Койтнером, Курдом Юргенсом и Софи Лорен.
Вернувшись в Германию, Шнайдер снялась в фильме «Девушки в униформе», где её партнёршами по съёмочной площадке выступили Лилли Палмер, Тереза Гизе и Кристина Кауфман. Действие фильма режиссёра Гезы фон Радваньи разворачивается в Пруссии в 1910 году. Воспитанница интерната Мануэла фон Майнхардис в исполнении Роми Шнайдер влюбляется в свою учительницу, которую играет Палмер. Самокритичная Шнайдер отнеслась к своей роли со всей ответственностью и заслужила похвалу от прессы.
В июне 1958 года начались съёмки фильма «Кристина», ремейка фильма 1933 года по пьесе Артура Шницлера «Игра в любовь», в котором Роми исполнила ту же роль, что и её мать в 1933 году. Гонорар Роми Шнайдер за этот фильм составил 500 тыс. немецких марок, тем самым она стала самой высокооплачиваемой актрисой Германии 1958 года. Партнёром Роми по фильму «Кристина» был в то время малоизвестный актёр Ален Делон. Романтические отношения связали пару не только на экране, но и в жизни. По окончании съёмок осенью 1958 года 20-летняя Шнайдер поехала с Делоном в Париж. Семья Роми не приняла Делона, не имея возможности запретить эти отношения, родители Шнайдер настояли на их официальном оформлении, и 22 марта 1959 года на Луганском озере состоялась помолвка Делона и Шнайдер.
Актриса Роми Шнайдер направилась в Париж не только ради любви. Для неё Париж означал окончательный разрыв с родительским домом и надежду на новый поворот в карьере. Роми отвернулась от немецкой киноиндустрии, и пресса на родине долго на неё за это обижалась. Живя в Париже, Шнайдер выполнила свои обязательства по контрактам и снялась в 1959 году в фильмах «Ангел на земле», «Прекрасная лгунья» и «Катя — некоронованная царица» и сыграла главную роль в телевизионном фильме Фрица Кортнера «Комедия о Лисистрате» в 1961 году. Затем Шнайдер начала осваиваться в новой жизни во Франции.
Жизнь в Париже в первые месяцы не всегда была лёгкой для актрисы. Привыкшей к успеху Шнайдер не поступали предложения новых ролей, а Ален Делон в это время быстро прославился и много снимался. Ситуация изменилась к лучшему, когда Делон познакомил Шнайдер с режиссёром Лукино Висконти, который предложил ей роль в театральной постановке «Жаль, что она развратница» Джона Форда. Чтобы играть с Делоном в ренессансной драме на сцене Парижского театра, Роми Шнайдер брала уроки французского языка у своего коллеги Раймона Жерома и занималась французской фонетикой с преподавателем. Шнайдер, у которой не было обычного актёрского образования, позднее называла Висконти в числе своих учителей. Премьера спектакля, на которой присутствовали Ингрид Бергман, Ширли Маклейн и Жан Кокто, состоялась 29 марта 1961 года и принесла Шнайдер первый успех во Франции, за которым последовали предложения новых ролей.
В том же году Шнайдер снялась в фильме Висконти «Боккаччо-70» и отправилась на длительные гастроли с поставленной Сашей Питоеффом «Чайкой» А. П. Чехова. Позднее Шнайдер исполнила роль Лени в фильме Орсона Уэллса «Процесс» с Энтони Перкинсом. Сама Шнайдер считала экранизацию произведения Кафки одним из своих самых главных фильмов, за роль в нём она удостоилась французской кинопремии «Хрустальная звезда» как лучшая зарубежная актриса. В фильме «Победители» (1963) режиссёра Карла Формана Шнайдер сыграла молодую скрипачку, которую во время Второй мировой войны вынудили заниматься проституцией. Для убедительности исполнения роли Шнайдер даже брала уроки у Дэвида Маккалума. В фильме Отто Премингера «Кардинал» (1963) Шнайдер исполнила роль баронессы Аннемарии фон Гартман и устроила своего отца на эпизодическую роль барона фон Гартмана. За эту роль Шнайдер была номинирована на «Золотой глобус» как лучшая исполнительница главной роли в драме.
Осенью 1963 года Шнайдер вылетела в Лос-Анджелес на съёмки своего первого голливудского фильма «Хороший сосед Сэм» с участием Джека Леммона. Карьера складывалась великолепно, но в личной жизни наступил крах: из газет Роми узнала о романе Делона с Натали Бартелеми. Когда Шнайдер вернулась из США домой в Париж, Делон уже выехал из их общей квартиры и вскоре женился на Бартелеми. Шнайдер попыталась покончить с собой и долгое время отказывалась от работы. Премьера очень успешного фильма «Хороший сосед Сэм» состоялась 22 июля 1964 года. В это время Шнайдер вернулась к работе и снималась в фильме Анри-Жоржа Клузо «Ад», но проект сразу не задался. Актёр Серж Реджани, партнёр Роми по фильму, серьёзно заболел, что спутало все планы, а спустя три недели после начала съёмок у режиссёра случился инфаркт. Фильм так и остался незаконченным. В следующем году Шнайдер снималась в Париже в комедии по сценарию Вуди Аллена «Что нового, киска?» (1965) с участием Питера Селлерса и Питера О’Тула.

### Возвращение в Германию

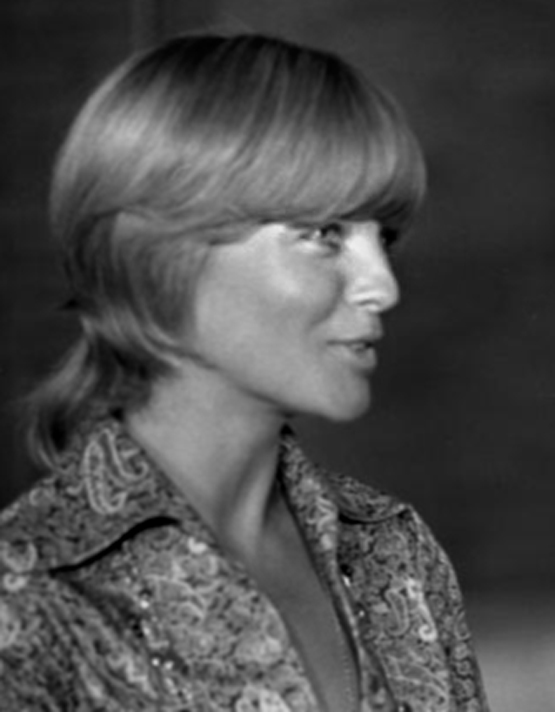
Роми Шнайдер. 1971

В апреле 1965 года Шнайдер прилетела в Германию на открытие второго ресторана своего отчима, где познакомилась с режиссёром и актёром Гарри Майеном. Между ними возникли романтические отношения, пара поселилась в берлинском районе Груневальд на Винклерштрассе. Шнайдер хотела играть в театре и вела переговоры с Болеславом Барлогом и Фрицем Кортнером, чтобы подобрать подходящий материал, но эти планы не были реализованы.
Следующей киноработой для Шнайдер стала драма совместного германо-французского производства «Воровка» (1966), снимавшаяся в основном в Оберхаузене. Шнайдер впервые играла с Мишелем Пикколи. На заключительном этапе съёмок фильма «Тройной крест» Шнайдер и Майен поженились (15 июля 1966 года, вскоре после его развода с актрисой Аннелизой Рёмер). 3 декабря того же года Роми Шнайдер родила сына Давида Кристофера Хаубенштока и посвятила два следующих года семье. В феврале 1967 года от инфаркта умер её отец Вольф Альбах-Ретти. Спустя год также от инфаркта умер отчим актрисы.
Первым фильмом вернувшейся в кино после рождения сына Роми Шнайдер стал «Отли», снятый весной 1968 года в Лондоне. Летом того же года Шнайдер вновь снималась с Аленом Делоном в фильме «Бассейн». Жёлтая пресса предвкушала сенсационное возобновление отношений между Шнайдер и Делоном, но ожидания оказались напрасными. Премьера фильма состоялась 31 января 1969 года в Париже, фильм оказался очень успешным. После киноленты «Мой любовник, мой сын» (1970) Шнайдер снялась в «Мелочах жизни» (1970) у Клода Соте. На съёмочной площадке этого кинофильма она вновь встретилась с Мишелем Пикколи.

### Гранд-дама 1970-х
В 1970-е годы Роми снималась преимущественно во Франции, где получила титул гранд-дамы французского кино. В начале десятилетия появилось сразу несколько фильмов со Шнайдер в главных ролях. После фильма «Кто?» (1970) в 1971 году вышли в прокат «Блумфилд», «Халифша» и «Макс и жестянщики». Шнайдер в третий раз снялась с Аленом Делоном в историческом фильме «Убийство Троцкого».
Спустя год Шнайдер вернулась к судьбоносной для неё в 1950-е годы роли императрицы Елизаветы, снявшись в фильме Лукино Висконти «Людвиг» и тщательно готовилась к роли, чтобы её героиня выглядела достоверно. Съёмки начались в январе 1972 года в Бад-Ишле, роль Людвига исполнил Хельмут Бергер. Фильм снимался на английском языке, режиссёром немецкого дубляжа выступил супруг Шнайдер Гарри Майен. В 1972 году на экраны вышел также фильм «Сезар и Розали», где Шнайдер играла с Ивом Монтаном.
В 1973 году Шнайдер и Майен, проживавшие в то время в Гамбурге, решили расстаться, Шнайдер с сыном уехала в Париж. Она находилась на пике своей карьеры и могла свободно выбирать себе роли, работала с выдающимися режиссёрами и актёрами — Ричардом Бёртоном, Жан-Луи Трентиньяном, Клаусом Кински и Джейн Биркин.
За десять месяцев в 1973—1974 годах Роми Шнайдер снялась в пяти фильмах. В фильме «Поезд» (1973) Шнайдер сыграла Анну Купфер, беженку-еврейку. За роскошно меланхоличным романом «Любовь под дождём» (1974) последовал «Обезумевший баран» (1974), в котором она воплотила образ брошеной жены, решившейся на любовную интрижку, в странной комедии «Адское трио» (1974), где её партнёрами выступили Мишель Пикколи и Маша Гонска, Роми Шнайдер блистала в роли беспринципной соучастницы убийства. В ноябре 1974 года Шнайдер снималась в фильме «Невинные с грязными руками» (1975), а в апреле 1975 года приступила к съёмкам в фильме «Старое ружьё» (1975) о трагедии Орадура в 1944 году. В нём Шнайдер исполнила роль француженки Клары, изнасилованной и убитой немецкими солдатами. За свою роль в фильме «Главное — любить» (1975) Шнайдер получила в апреле 1976 года свой первый «Сезар» за лучшую главную роль и в своей речи на церемонии награждения поблагодарила своего мастера и друга Лукино Висконти, умершего за несколько недель до этого.
Брак с Гарри Майеном был расторгнут 8 июля 1975 года. К этому времени Шнайдер уже состояла в близких отношениях со своим личным секретарём Даниэлем Бьязини. В сентябре Шнайдер узнала о второй беременности. 18 декабря 1975 года состоялась свадьба Шнайдер и Бьязини, который был моложе невесты на 11 лет. Вскоре после свадьбы беременная Роми Шнайдер попала в автомобильную аварию и потеряла ребёнка. Шнайдер вновь погрузилась в работу. Актриса сотрудничала с Соте в фильме «Мадо» (1976), сыграла роль Лени Груйтен в экранизации романа Генриха Бёлля «Групповой портрет с дамой». Во время съёмок она узнала о новой беременности, и 21 июля 1977 года на свет появилась дочь Роми Шнайдер Сара Магдалена Бьязини. В том же году за роль в фильме «Групповой портрет с дамой» Шнайдер удостоилась «Золотой киноленты» в категории «Лучшее исполнение роли». После рождения второго ребёнка Шнайдер в пятый и последний раз работала с Клодом Соте. За свою роль в фильме «Простая история» (1978) 3 февраля 1979 года Шнайдер была награждена премией «Сезар» за лучшую женскую роль.
В конце 1970-х годов Райнер Вернер Фассбиндер предложил Шнайдер главную роль в фильме «Замужество Марии Браун» (1979), но совместной работы не получилась из-за завышенных требований Шнайдер в отношении своего гонорара и её нерешительного поведения. В ноябре 1978 года Шнайдер начала сниматься в экранизации романа Сидни Шелдона «Кровная связь» (1979). Несмотря на звёздный состав — Одри Хепбёрн, Омар Шариф, Бен Газзара, Джеймс Мэйсон и Герт Фрёбе — детективный фильм не вызвал энтузиазма у кинокритиков.
Бывший муж Гарри Майен повесился в Гамбурге 14 апреля 1979 года, Шнайдер упрекала себя за то, что не уделяла ему достаточного внимания. В конце лета 1979 года на экраны вышел фильм «Свет женщины», за который Шнайдер была вновь номинирована на премию «Сезар». В фильме «Прямой репортаж о смерти», вышедшем в прокат годом позже, Шнайдер сыграла смертельно больную женщину, которая продала телевизионной компании права на трансляцию её смерти.

### Последние годы жизни
Весной 1980 года Шнайдер снималась в фильме «Банкирша», основанном на биографии французской мошенницы Марты Ано. Начало съёмок её следующего фильма «Призрак любви» (1981) по свидетельству Бьязини было отложено на несколько дней ввиду плохого состояния актрисы в результате злоупотребления алкоголем и медицинскими препаратами. В интервью журналу «Stern» 23 апреля 1981 года Шнайдер призналась, что её силы находятся на исходе. В отношениях с мужем Даниэлем Бьязини также обнаружились непреодолимые противоречия, и в мае 1981 года Шнайдер подала документы на развод. В том же месяце актрисе была проведена серьёзная хирургическая операция по удалению правой почки, на которой была обнаружена доброкачественная опухоль. Но самый страшный удар судьбы ожидал Роми Шнайдер летом 1981 года. 5 июля в результате несчастного случая умер её 14-летний сын. Он пытался перелезть через забор на участке при доме родителей Бьязини, потерял равновесие и при падении напоролся на острый металлический кол ограды.
«Под предварительным следствием», предпоследний фильм с участием Шнайдер, вышел на французские экраны 23 сентября 1981 года, в её 43-й день рождения. Хотя после смерти сына казалось, что Роми не пережить этой утраты, вскоре в октябре 1981 года она появилась в Берлине на съёмках своего последнего фильма «Прохожая из Сан-Суси». В фильме она сыграла роль Эльзы Винер, взявшей под свою опеку еврейского мальчика Макса Баумштайна, роль которого исполнил 13-летний Венделин Вернер. После съёмок Шнайдер со своим новым возлюбленным, французским продюсером Лораном Петеном занялась подбором для себя загородного дома, чтобы там устроить свою жизнь. В марте 1982 года они нашли дом в Буасси-сан-Авуар, в 50 км от Парижа. В апреле 1982 года состоялась премьера фильма «Прохожая из Сан-Суси». Работа Шнайдер получила высокую оценку и была номинирована на премию «Сезар». 9 мая 1982 года Шнайдер с Петеном вылетела в Цюрих к своему управляющему недвижимостью, чтобы решить проблемы с финансированием приобретения загородного дома. Несмотря на свои высокие заработки, к концу жизни Шнайдер оказалась в долгах: отчим Ханс Герберт Блацгейм, который занимался гонорарами приёмной дочери вплоть до своей смерти в мае 1968 года, злоупотреблял её доверием и растратил всё её состояние. Даниэль Бьязини вёл роскошную жизнь за счёт актрисы, а финансовые органы Франции потребовали уплаты налогов, сумма которых составляла миллионы. В Цюрихе 10 мая 1982 года Роми Шнайдер подписала завещание, назначив своими наследниками дочь Сару и Петена.

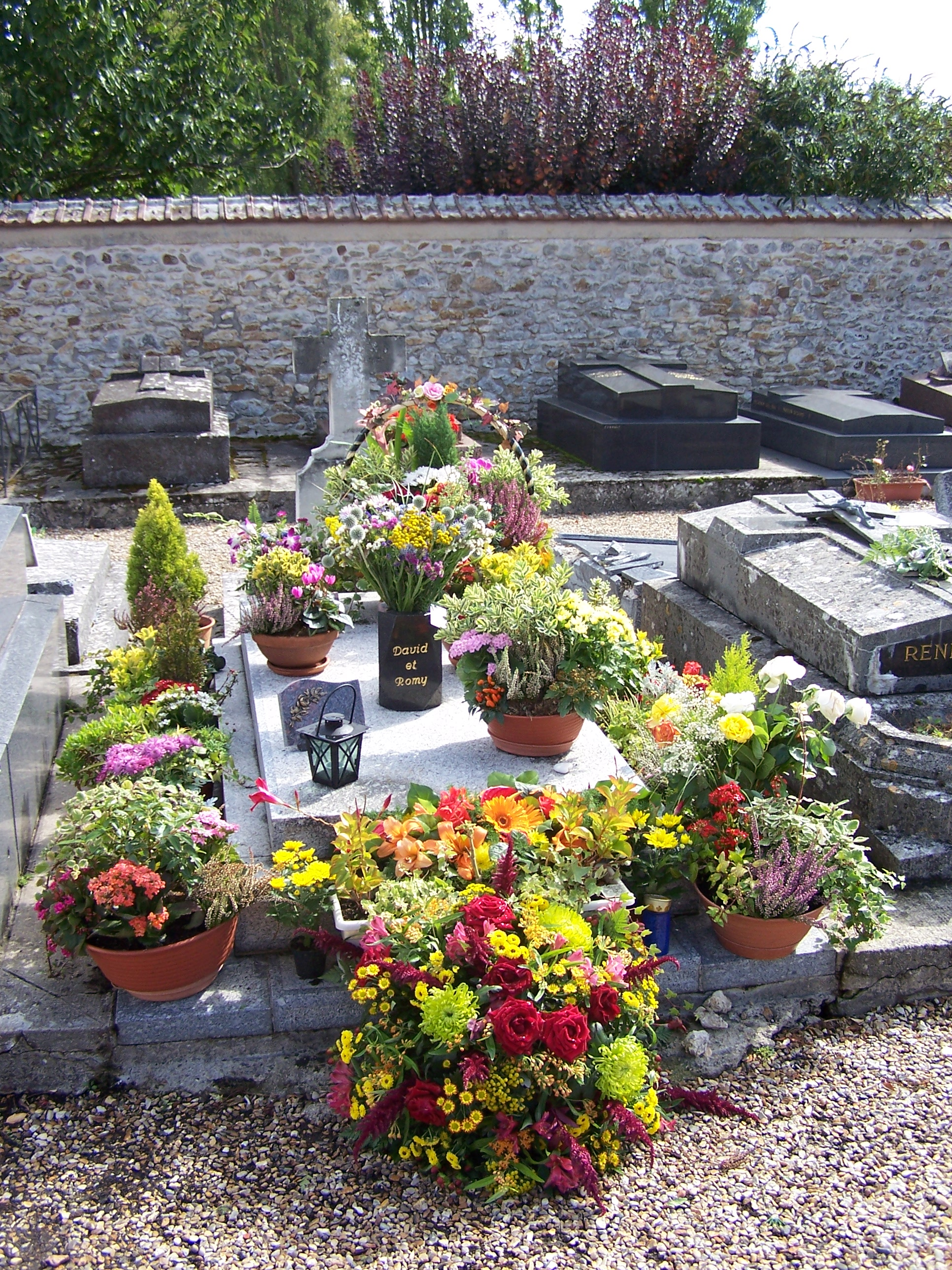
Могила Роми Шнайдер и её сына Давида

### Смерть
Спустя почти три недели, вечером 28 мая 1982 года Шнайдер и её возлюбленный были приглашены в Париже на ужин к его брату. По дороге домой в их общую квартиру они обсуждали планы на выходные. Дома Шнайдер не захотела сразу ложиться спать и решила послушать музыку. Ранним утром 29 мая 1982 года Петен обнаружил актрису без признаков жизни склонившейся за письменным столом.
В своих интервью личный фотограф Шнайдер и её менеджер исключали версию самоубийства актрисы и обосновывали это тем, что она работала над новым кинопроектом с Аленом Делоном и планировала переезд за город. Пресса объявила о смерти Роми Шнайдер в результате самоубийства, тем не менее в свидетельстве о смерти причиной указана сердечная недостаточность. Известно, что вопреки предписаниям врачей актриса после операции злоупотребляла алкоголем, снотворными и допингом. По свидетельству прокурора Лорана Давена, в дань уважения к кинозвезде и её близким вскрытия тела не производилось, поскольку обстоятельства смерти исключали причастность к ней третьих лиц.
Роми Шнайдер была похоронена на кладбище Буасси-сан-Авуар (фр. Boissy-sans-Avoir). По настоянию Алена Делона, занимавшегося организацией её похорон, останки сына были перезахоронены в могиле матери.

## Награды
- Кинопремия «Сезар» за лучшую женскую роль в фильме «Главное — любить» (1975)
- Кинопремия «Сезар» за лучшую женскую роль в фильме «Простая история» (1978).

## Фильмография
- 1953 — Когда цветёт белая сирень / Wenn der weiße Flieder wieder blüht — Эфхен Форстер
- 1954 — Фейерверк / Feuerwerk — Анна Оберхольцер
- 1954 — Молодые годы королевы / Mädchenjahre einer Königin — Виктория
- 1955 — Марш для императора / Die Deutschmeister — Констанца (Станци) Хюбнер
- 1955 — Последний человек / Der letzte Mann
- 1955 — Сисси / Sissi — Елизавета Баварская (Сисси)
- 1956 — Китти и огромный мир / Kitty und die große Welt
- 1956 — Сисси — молодая императрица / Sissi — Die junge Kaiserin  — Елизавета Баварская (Сисси)
- 1957 — Сисси. Трудные годы императрицы / Sissi — Schicksalsjahre einer Kaiserin  — Сисси
- 1957 — Робинзон не должен умереть / Robinson soll nicht sterben
- 1957 — Монпти / Monpti — Анн-Клэр
- 1958 — Скамполо / Scampolo — Скамполо
- 1958 — Кристина / Christine — Кристина
- 1958 — Девушки в униформе / Mädchen in Uniform
- 1959 — Прекрасная лгунья / La Belle et l’Empereur — Фанни Эмметсридер
- 1959 — Ангел на земле / Ein Engel auf Erden — стюардесса, ангел-защитник
- 1959 — Наполовину нежная / Die Halbzarte
- 1959 — Катя — некоронованная царица / Katia — Екатерина Долгорукова
- 1960 — На ярком солнце / Plein Soleil — эпизодическая роль (в начале фильма: одна из двух девушек, сопровождающих друга Филиппа Фредди Майлза на улице Рима)
- 1961 — Комедия о Лисистрате / Die Sendung der Lysistrata
- 1961 — Боккаччо-70 / Boccaccio '70 — Пупе
- 1962 — Процесс / Der Prozeß — Лени
- 1962 — Битва на острове / Le Combat dans l'île
- 1963 — Победители / Die Sieger
- 1963 — Кардинал / The Cardinal
- 1964 — Хороший сосед Сэм / Good Neighbor Sam
- 1964 — Ад / L’Enfer (не закончен)
- 1965 — Что нового, киска? / What’s New Pussycat? — Кэрол Вернер
- 1966 — Воровка / La voleuse — Юлия Кройц
- 1966 — Тройной крест / Triple Cross
- 1966 — В 22:30 летом / 10:30 P.M. Summer
- 1968 — Отли / Otley
- 1969 — Бассейн / La Piscine — Марианна
- 1970 — Кто?[фр.] / Qui?
- 1970 — Мелочи жизни / Les Choses de la vie — Элен
- 1970 — Мой любовник, мой сын / My Lover My Son
- 1971 — Макс и жестянщики / Max Et Les Ferrailleurs — Лили
- 1971 — Сезар и Розали / César et Rosalie — Розали
- 1971 — Халифша / La Califfa
- 1971 — Блумфилд / Bloomfield
- 1972 — Людвиг / Ludwig (телесериал) — императрица Елизавета Австрийская
- 1972 — Убийство Троцкого / The Assassination Of Trotsky — Гита Сэмюэлс
- 1973 — Поезд / Le Train — Анна
- 1974 — Обезумевший баран / Le Mouton Enrage — Роберта Гру
- 1974 — Любовь под дождём / Un amour de pluie
- 1974 — Адское трио / Le Trio infernal
- 1975 — Невинные с грязными руками / Les Innocents Aux Mains Sales — Жюли Вомсер
- 1975 — Старое ружьё / Le Vieux fusil — Клара Дандьё
- 1975 — Главное — любить / L' Important C’Est D’Aimer — Надин Шевалье
- 1976 — Мадо / Mado
- 1976 — Женщина в окне / Une femme à sa fenêtre
- 1977 — Групповой портрет с дамой / Portrait de Groupe avec Dame
- 1978 — Простая история / Une histoire simple — Мари
- 1979 — Кровная связь / Bloodline — Хелен Мартин
- 1979 — Свет женщины / Clair de femme — Лидия
- 1980 — Прямой репортаж о смерти / La Mort en direct — Кэтрин Мортенхоу
- 1980 — Банкирша / La Banquiere — Эмма Экерт
- 1981 — Под предварительным следствием / Garde A Vue — Шанталь Мартино
- 1981 — Призрак любви / Fantasma d’amore  — Анна Бригатти Зиги
- 1982 — Прохожая из Сан-Суси / La passante du Sans-Souci — Эльза Винер / Лина Баумштейн

## Память

### Именные улицы
В 18 округе Парижа небольшая улица названа именем Роми Шнайдер. В родной Вене, в 23 районе, также небольшая улица названа её именем. В ряде других городов Франции, Германии и Нидерландов улицы названы её именем.

### Премии
В 1984 году по инициативе французских журналистов Марлен и Эжена Муано учреждена Премия Роми Шнайдер,  ежегодно присуждаемая молодым актрисам Франции за лучшие роли в кинематографе.
В 1990 году в честь актрисы учреждена австрийская ежегодная премия в области кино и телевидения, которая носит название Romy.

### Кинофильмы
Актрисе посвящены художественные фильмы «Роми» (2009) и «Три дня с Роми Шнайдер» (2018).